# Какво става с Боб?
„Какво става с Боб?“ (на английски: What About Bob?) е американски комедиен филм от 1991 г. на режисьора Франк Оз, и участват Бил Мъри и Ричард Драйфус.